# Норвегия на зимних Олимпийских играх 1994
Норвегия принимала у себя XVII Зимних Олимпийских играх, проходившие в Лиллехаммере, где завоевала 26 медалей, из которых 10 золотых, 11 серебряных и 5 бронзовых. Сборную страны представляли 88 спортсменов (67 мужчин, 21 женщина), выступавших в 10 видах спорта.

## Медалисты

### Золото
- Лассе Кьюс — горнолыжный спорт, комбинация.
- Юхан-Улаф Косс — конькобежный спорт, 1500 м.
- Юхан-Улаф Косс — конькобежный спорт, 5000 м.
- Юхан-Улаф Косс — конькобежный спорт, 10000 м.
- Фред Бёрре Лундберг — лыжное двоеборье, индивидуальная гонка, 20 км.
- Томас Альсгорд — лыжные гонки, раздельный старт, 30 км.
- Бьорн Дэли — лыжные гонки, раздельный старт, 10 км.
- Бьорн Дэли — лыжные гонки, гонка преследования, 15 км.
- Эспен Бредесен — прыжки с трамплина, нормальный трамплин.
- Стин Лиза Хаттестад — фристайл, могул.

### Серебро
- Четиль Андре Омодт — горнолыжный спорт, скоростной спуск.
- Четиль Андре Омодт — горнолыжный спорт, комбинация.
- Кьелл Сторелид — конькобежный спорт, 5000 м.
- Кьелл Сторелид — конькобежный спорт, 10000 м.
- Фред Бёрре Лундберг, Кнут Торе Апеланд и Бьярте Энген Вик — лыжное двоеборье, эстафета, 3 х 10 км.
- Бьорн Дэли — лыжные гонки, раздельный старт, 30 км.
- Стуре Сивертсен, Вегард Ульванг, Томас Альсгорд и Бьорн Дэли — лыжные гонки, эстафета, 4 х 10 км.
- Труде Дюбендаль, Ингер Хелен Нюбротен, Элин Нильсен и Анита Моэн — лыжные гонки, эстафета, 4 х 5 км.
- Марит Вольд — лыжные гонки, раздельный старт, 30 км.
- Лассе Оттесен — прыжки с трамплина, нормальный трамплин.
- Эспен Бредесен — прыжки с трамплина, большой трамплин.

### Бронза
- Четиль Андре Омодт — горнолыжный спорт, супергигант.
- Харальд Кристиан Странн Нильсен — горнолыжный спорт, комбинация.
- Бьярте Энген Вик — лыжное двоеборье, индивидуальная гонка, 20 км.
- Стуре Сивертсен — лыжные гонки, раздельный старт, 50 км.
- Хильде Лид — фристайл, акробатика.